# Hisao Hori
| 181043 Anan     | 4 agosto 2005     |
| 190057 Nakagawa | 14 settembre 2004 |
| 220736 Niihama  | 11 ottobre 2004   |

Hisao Hori (堀寿夫?, Hori Hisao; Niihama, 1968) è un astronomo amatoriale giapponese, di professione responsabile scientifico al Centro delle Scienze di Anan.
Il Minor Planet Center gli accredita le scoperte di tre asteroidi, effettuate tra il 2004 e il 2005, tutte in collaborazione con Hiromu Maeno.
Gli è stato dedicato l'asteroide 15238 Hisaohori .